# Амор делирија
Амор делирија је дистопијски роман за младе, чији је аутор Лорен Оливер. Објављен је 1. јануара 2011. године од стране издавачке куће Харпер Колинс. Роман је део трилогије и на њега се надовезује Пандемонијум.

## Радња
Прича се одвија у Портланду 2091. године. Људска цивилзација је концентрисана у градовима који су избегли тешка бомбардовања пре неколико деценија. Путовање из једног у други град је веома ограничено. Електрична ограда раздваја градове од Дивљина - нерегулисане територије које су уништене због бомбардовања.
Тоталитарна влада проповеда да је љубав болест, названа Amor deliria nervosa, у народу позната као делиријум. Усавршен је хируршки третман против делириујма који је обавезан за грађане који су напунили 18 година. Лена Халовеј, протагониста романа, се радује третману, убеђена да љубав заиста јесте грозна болест која се мора искоренити.
Међутим, Лена се неколико месеци пре заказане процедуре заљубљује у Оштећеног (особа која није примила Лек и која живи у Дивљини), који се зове Алекс. Он се претвара да је излечен како би живео неоткривен у граду и учествовао у отпору. Након што предлаже Лени да побегне са третмана, њих двоје заједно покушавају да побегну из града и да живе слободно, ван владине контроле.

## Наставци
Амор делирија представља први део трилогије. Друга књига, Пандемонијум, објављена је 28. фебруара 2012. године. Трећа и последња књига трилогије, Реквијем, је објављена 5. марта 2013. године.

## Критике
Kirkus Reviews и School Library Journal су објавили позитивне критике романа. Национални државни радио је уврстио роман у сто најбољих романа за младе свих времена.